# Kaple Jména Panny Marie (Matějov)
Kaple Jména Panny Marie v Matějově je římskokatolická kaple zasvěcená Jménu Panny Marie.

## Historie
Kaple byla vystavěna mezi lety 1907–1908. Po dokončení vybavení interiéru byla roku 1910 kaple slavnostně vysvěcena P. Františkem Vítkem. V první polovině 21. století byla kaple obnovena.

## Vybavení
V kněžišti se nachází hlavní oltář s oltářním obrazem Panny Marie. Mezi další vybavení zde patří obrazy světců visící na stěnách nebo dřevěné lavice.
Roku 1908 byly do věže zavěšeny dva zvony. Větší z nich však byl během první světové války použit pro válečné účely a ve věži tak zbyl pouze malý umíráček. Místo zabaveného zvonu byl do zvonice umístěn provizorní z jiného místa a nový zvon byl získán až roku 1929.

## Exteriér
Kaple stojí na kraji místní návsi. Před přímo před ní se nacházejí pomníky obětem první a druhé světové války. Nedaleko také stojí kamenný kříž.